# Російська православна церква
Росі́йська правосла́вна це́рква (рос. Русская православная церковь, церк.-слов. Рꙋ́сскаѧ правосла́внаѧ цр҃ковь, коротко РПЦ; інше офіційне найменування — Московський патріархат, коротко МП), з моменту самопроголошення у 1448 — окремоправна помісна православна церква, яка посідає 5-те місце в диптиху автокефальних помісних церков. На початку XX ст. у її складі з'явився Український екзархат, який у 1990 р. через автокефальні настрої в Україні був перетворений на Українську православну церкву. Історично ієрархія Патріархії Московської виводить свою історію з ієрархії Митрополії Київської.
Найвищим керівним органом згідно з чинним статутом слугує Архієрейський собор, нижчим за нього є Помісний собор, та Священний синод на чолі з предстоятелем церкви, патріархом Московським і всієї Русі Нині патріархом є Кирило (патріарх Московський).
У своєму статуті РПЦ декларує виключною канонічною юрисдикцією усі країни колишнього СРСР, за винятком Грузії та Вірменії. Це заперечують інші автокефальні православні церкви: Вселенський патріархат Константинополя, Румунський патріархат, а також Православна церква України.
Унаслідок рішення Синоду від 15 жовтня 2018 року РПЦ розірвала євхаристичне спілкування зі Вселенським патріархатом. Це стало відповіддю на надання автокефалії українській православній церкві та відкликання Константинопольським патріархатом 11 жовтня 2018 року Синодального листа 1686 року, який передавав право хіротонії Київського митрополита патріарху Московському.
Фактично є не православною помісною церквою, а давньою єретичною сектою з претензією на світове месіанство — див. Сергіанство, Царебожжя, Цезарепапізм, Політичне православ'я. Від свого створення характеризується гіперфіксацією на формальних атрибутах віри, а не на вченні, як такому (Каргокульт). Зокрема, також викликає питання чистота спадковості хіротоній кліру раннього періоду.
17 квітня 2024 року Парламентська асамблея Ради Європи визнала РПЦ інструментом кремлівської пропаганди «русского міра». 20 серпня 2024 року Верховна Рада України заборонила діяльність РПЦ в Україні, ухваливши Закон України «Про захист конституційного ладу у сфері діяльності релігійних організацій». Українські релігійні організації, афілійовані РПЦ будуть заборонені протягом 9 місяців з часу надання припису ДЕСС.

## Членство
У межах СРСР, РПЦ у 1971 налічувала 71 єпархію (з цього числа 16 без правлячих єпископів) та 63 діючі єпископи (у тому числі, крім патріарха, 6 митрополитів, 27 архієпископів та 29 єпископів).
1966 діяло приблизно 7 500 церков та така ж кількість духовенства РПЦ.
Число вірян РПЦ, ймовірно, становить 50 — 100 млн. Поза межами СРСР до РПЦ належать: Західно-Європейський Екзархат (4 єп.) з осідком у Лондоні, Центрально-Європейський Екзархат (4 єп.) з осідком у Східному Берліні, Екзархат Центральної та Південної Америки (1 єп.) з осідком у Буенос-Айресі й управління парафіями РПЦ у Канаді (1 єп.) з осідком в Едмонтоні; парафії у США, духовні місії у Святій Землі, і постійне представництво при Світовій Раді Церков у Женеві. З-поміж російських закордонних Церков (до них належить чимало українців), у порозумінні з Московським центром, перебуває Автокефальна Православна Церква в Америці (раніше митрополія Російської Православної Церкви в Америці), натомість цілковито відокремлена від Московської патріархії т. зв. «Закордонна» Російська Православна Церква.

## Назва
У Синодальний період не існувало одностайного (офіційно або юридично зафіксованого) найменування православної церковної організації на території Росії, і в різних джерелах зустрічаються такі варіанти, як то: Православна католична греко-російська церква, Російська Церква, Російська православна церква, Російська православна католична Церква, Греко-Російська Церква, Православна Греко-російська Церква, Російська Східно-православна Церква, а в XVIII столітті також і Російська Церква грецького закону. У внутрішніх урядових документах сукупність органів церковного управління в юрисдикції російського Святійшого Урядового Синоду іменувалася відомством православного віросповідання. У документах Всеросійського церковного собору (1917—1918) церква в Росії, як правило, іменується «Православна Російська Церква».

## Історія
Свою історію Московський патріархат виводить від хрещення Київської Руси в 988 р., але немає канонічного та безпреривного рукополложення в монахи від часів прийняття хрещення киянами за часів князя Володимира[джерело?]. Проте існування цієї Церкви починається після нападу монголів на Київ у 1240, коли загинув київський митрополит Іосиф, а в 1299 київський митрополит Максим переніс свою резиденцію (церковно-слов'янською — «сидалище») поближче до володарів Золотої Орди, до Владимира на Клязьмі, у ці часи засновується Сарайська єпархія, навертаються до православ'я ординські князі та знать. Митрополит Максим, хоча мав катедру у Володимирі на Клязьмі, але зберіг за собою титул Митрополита Київського й усієї Руси. Наступні митрополити перебували у Москві, що стала центром збору дані в ординському улусі. Разом із зміцненням Московії її митрополити намагалися позбутися залежності від Вселенськогого патріархату Константинополя, у юрисдикції якого й далі залишалася Київська митрополія.

### Перша Московсько-Константинопольська схизма
Входження південноруських земель до складу Великого князівства Литовського і Королівства Польського, а також перенесення Київськими митрополитами своєї катедри на північний схід привели до серії внутрішніх церковно-адміністративних конфліктів. В середині XV ст. сформувалася західноруська митрополія, глава якої носив титул митрополита Київського і Галицького. Першоієрархи, які жили в Москві, стали носити титул «митрополитів всієї Руси». Відокремлення Московської церкви від Київської Митрополії Вселенського патріархату та її автокефалія були самопроголошена 15 грудня 1448 поставленням Собором єпископів Великого князівства Московського єпископа Рязанського Іони «Митрополитом Київським» самостійно, без дозволу Вселенського Патріархату. Через 10 років московський собор виразно маніфестував відрив МПЦ від Києва. Це було виявом довгого існування двох окремих східнослов'янських єпархій: Київської і Московської.
Порвавши зв'язок з центрами східного християнства, Московська православна церква щораз більше ставала знаряддям державної влади та не мала євхаристійного єднання з усім православним світом і 141 рік (1448-1589) перебувала в схизмі та невизнанні. Наприкінці 15 століття, коли Велике князівство Московське частково звільнилося від підлеглості Золотій Орді, створюється пропагандистська концепція, що Москва — це спадкоємець давнього й нового Риму — Константинополя та охоронець чистоти православ'я. Цьому сприяло і захоплення Константинополя османами у 1453, а ще перед тим спроба поєднання Східних і Західних церков (Флорентійська унія 1439), коли в Москві не прийняли прихильника унії, київського митрополита Ісидора. На цьому релігійно-обрядовому ґрунті розгорівся військовий конфлікт між Московським князівством та Новгородською республікою, коли після смерті в 1470 архієпископа Великоновгородського та Псковського новгородці звернулись до канонічного Київського митрополита, щоб той висвятив їм нового архієпископа, то великий князь московський Іван III сприйняв це як наступ на його канонічну територію й удерся в 1471 до Новгородської республіки. Після «Шелонської битви (14.07.1471)» було підписано «Коростинський мир», за умовами якого Іван III «примушував ставити архієпископа на Москві». Концепцію теорії Третього Риму в Москві сформульовано в писаннях псковського ченця Філофея, про те, що деякі православні землі тепер зібрані під владою єдиного православного московського князя; що два передніші Рими впали, третій, Москва, стоїть, а «четвертому не бути» і негоже йому чинити насилля над «правовірними». Князя почали вважати за голову Церкви, що особливо виявилося від царювання Івана Грозного після якого всі московські правителі брали титул царів, представляючи себе наступниками візантійських імператорів-кесарів. Лунали голоси про необхідність підвищити і статус Московської церкви до патріархату. Однак зведенню Московської митрополії на ступінь патріаршества в той час заважали напружені відносини з Константинопольською церквою.
Її предстоятелі були ображені на Московію за односторонній перехід до автокефалії і не бажали офіційно її визнавати. У той же час без згоди Константинопольського та інших східних патріархів самостійне проголошення московського митрополита патріархом було б незаконним. Якщо царя на Москві можна було поставити самостійно, силою і авторитетом православної держави, то засновувати патріархат без попереднього рішення цього питання пріоритетними катедрами було неможливо. Історичні обставини склалися сприятливо для завершення програми автокефалії Московської церкви через встановлення патріаршества лише до кінця XVI ст., в правління царя Федора Івановича. Важливу роль в переговорах з цього питання зіграв фактичний правитель Московії того часу — брат цариці Ірини Борис Годунов, майбутній цар.
Стан християнства в Московських землях на 1575 добре зобразив посол до Москви Даниїл Принц з Бухова. Коли посол запитав, чому князь дозволяє татарам забирати в рабство своїх одноплемінників і чинити наругу над жінками, послу відповіли: 
| «вони (маються на увазі московити) не вірять в Св. Матір Христа, в Дванадцять апостолів, чотирьох євангелістів і Єпископа Миколу, який славиться багатьма чудесами, і не шанують ікон, то їх (московитів) вони (татари) і не визнають за справжніх Християн» |

### Приїзд антіохійського патріарха Йоакима
Перший етап підготовки до заснування патріархату в Церкві Московії був пов'язаний з приїздом до Москви Антиохійського патріарха Іоакима в 1586 р. Ця подія стала поштовхом до роботи годуновських дипломатів для надання патріаршої гідности предстоятелю Московської церкви. Іоаким приїхав спершу на Русь, а звідти попрямував за фінансовою допомогою до Москви. І якщо в Речі Посполитій патріарху довелося бути свідком нового натиску католиків на православ'я і практично повного занепаду церковного життя Київської митрополії, то в Москві його зустріли з великою пошаною і пишністю.
Головною метою Патріаршого візиту був збір пожертвувань. На Антіохійській катедрі, як і на інших православних церквах під османською владою, висів гігантський на той час борг — 8 тисяч золотих. Московитів поява Іоакима в Москві вельми зацікавила: вперше в історії східний патріарх приїхав в Москву. У свідомості Годунова і його оточення цей безпрецедентний епізод майже миттєво і несподівано привів до життя проєкт, покликаний реалізувати на практиці ідею заснування Московського патріархату.
В 1587 з ініціативи Годунова на митрополичій катедрі Діонісія, пов'язаного з політичними противниками Бориса Федоровича, замінив лояльний Іов, раніше — архієпископ Ростовський.

### Ув'язнення Борисом Годуновим патріархаЄремії II Траноса
Московська православна церква 141 рік (з 1448 по 1589 роки) не мала офіційного визнання своєї автокефалії. У ті часи Константинопольська церква переживала період негараздів і фінансових труднощів. Новий патріарх Ієремія II незабаром після обрання відправився в руські землі за грошима. 11 липня 1588 року він прибув до Москви, де його зустрічали з великими почестями і розмістили на Рязанському подвір'ї. Через 5 днів Єремію прийняли в себе цар Федір Іванович і цариця Ірина. Вони обдарували грецького ієрарха сріблом, грошима, соболями. Єремія передав царю і цариці привезені в Москву святині, в тому числі частину мощей імператора Костянтина. Після урочистого прийому відбулися переговори Єремії з Борисом Годуновим. Тут з'ясувалося, що Єремія не готовий обговорювати домовленості 1586 р. московського уряду з Антіохійським патріархом Йоакимом про заснування Патріархату в Московії і приїхав тільки «заради милостині на церковні будови». Константинопольський патріарх наполягав, що без соборного обговорення він таке важливе питання вирішувати не може. Опинившись фактично під домашнім арештом на Рязанському подвір'ї, Єремія пішов на поступки, запропонувавши Москві обмежену автокефалію. При цьому необхідно було поминати Константинопольського патріарха за богослужінням і отримувати від нього освячене миро. Але до цього часу Церква Московії і без того півтора століття була фактично автокефальною.
Однак Єремія продовжив пошуки компромісу: він був готовий сам, втомившись від нескінченних негараздів в Константинополі, залишитися патріархом у Московії. Московська сторона запропонувала Єремії в такому випадку резиденцію у Володимирі на Клязьмі, а у Москві при государі залишиться митрополит Іов. Єремія погоджувався стати московським патріархом тільки за умови якщо його катедра буде перебувати в столиці. Переговори Годунова з Єремією тривали майже пів року. В середині січня 1589 р. Єремія дав обіцянку поставити в Московії патріарха з московитів і благословити подальше поставлення патріархів Московії собором московитських архієреїв; цар же повинен був відпустити його в Константинополь.

### Створення патріархату московською церквою

#### Поставлення першого патріарха МосковськогоІова
17 січня 1589 Федір Іванович скликав боярську Думу разом з церковним Собором: в Москву прибули 3 архієпископи, 6 єпископів, 5 архімандритів і 3 соборних монастирських старці. Цар оголосив, що Єремія не бажає бути патріархом у Володимирі. Федір Іванович вирішив просити у Єремії благословення на поставлення Іова в патріархи Москви. У той же день була зібрана Дума з Освяченим Собором, і государ звернувся до Йова, запитавши у митрополита думки щодо заснування патріаршества. Іов відповів, що він разом з усіма архієреями і Освяченим Собором «положили на волю благочестивого государя царя и великого князя».
23 січня в Успенський собор прибули патріарх Ієремія і члени Освяченого Собору, за винятком митрополита Іова. У приділі на честь Похвали Богородиці, традиційному місці обрання кандидатів на митрополита, було вчинено обрання трьох кандидатів на патріаршество. Потім всі архієреї які брали участь у виборах на чолі з патр. Єремією прибули до палацу. Тут константинопольський патріарх доповів царю про кандидатів, і Федір Іванович вибрав Іова. Тільки після цього обраного патріарха Московського закликали до палацу, і він вперше зустрівся з Єремією. Тут же, в царських палатах, відбулося наречення Іова в патріархи. В Успенському соборі Кремля Єремія і наречений патріарх Іов відслужили короткий молебень. Три дні по тому там же відбулася церемонія поставлення першого московського патріарха; Єремія з сонмом архієреїв здійснив над Іовом повну архієрейську хіротонію, що було неканонічним, оскільки Іов вже прийняв єпископський сан і не потребував хіротонії.

#### Підробка грамоти, яка визнавала патріаршество Московського митрополита

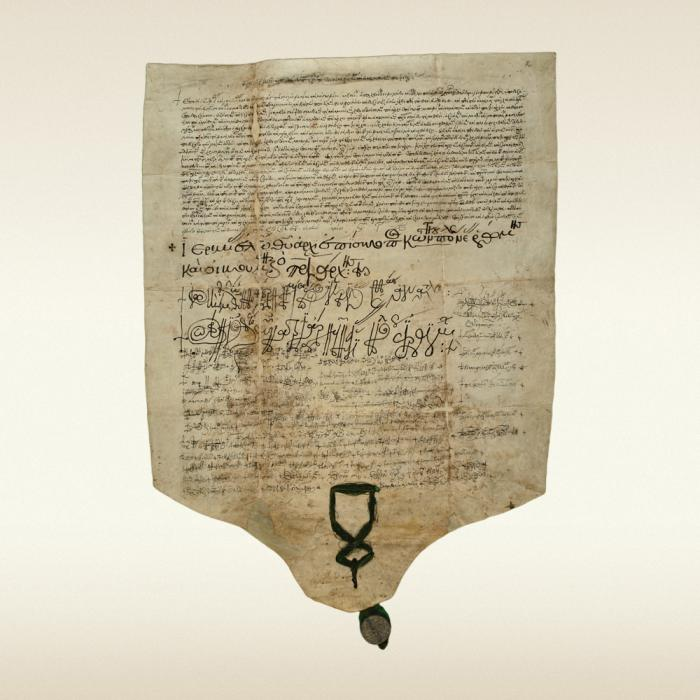
Грамота Константинопольського собору про заснування Московського патріархату. Підписана патріархами Константинопольським Єремією, антіохійським Іоакимом, єрусалимським Софронієм, 42 митрополитами, 19 архієпископами і 26 єпископами, скріплена печатками. Містить 106 підписів, 66 із яких, за даними графологічного аналізу, є підробленими

У перших числах лютого Єремія кілька днів провів в Троїце-Сергієвій лаврі, з початком Великого посту знову звернувся з проханням відпустити його в Константинополь, однак Годунов, посилаючись на труднощі шляху взимку, умовив його почекати ще деякий час. Це було необхідно, щоб підготувати для підписання Єремією документ про заснування Патріаршества в Москві — так звану «Уложенную грамоту». Характерною деталлю цієї грамоти, складеної в царській канцелярії, є згадка про згоду всіх східних патріархів на установлення в Москві патріаршества. Насправді на той момент таку згоду ще не було отримано.
Наступним етапом затвердження Московського патріарха мало стати внесення його на досить високе місце в патріарші диптихи — офіційний перелік глав православних церков. Московити хотіли, щоб Московського патріарха поминали в диптиху третім, після Константинопольського і Александрійського, перед Антіохійським і Єрусалимським патріархом. Після підписання грамоти Єремія, отримавши від царя щедрі подарунки, і поїхав в травні 1589 з Москви.
Виконуючи обіцянки, дані в Москві, в травні 1590 року він скликав у Константинополі собор, на якому розповів про заснування патріаршества в Московському царстві. Собор визнав це діяння і затвердив патріарший сан за предстоятелями Московської Церкви. Соборну грамоту в Москву привіз в 1591 р. Тирновський митрополит Діонісій і 20 червня її вручили царю. Під текстом вироку Собору східних ієрархів стоять 106 підписів (в тому числі підписи трьох патріархів, відсутній підпис Александрійського першосвятителя, тому що Александрійська катедра була тоді вакантною). Їх сучасний графологічний аналіз показав, що принаймні 66 із 106 підписів підроблені (виконані не зазначеними в цих підписах ієрархами).,
Немає необхідності сумніватися у факті проведення патріархом Єремією собору з приводу зведення Московської катедри на ступінь патріаршої, однак потрібно визнати, що учасників собору було значно менше, ніж кількість підписів під соборним вироком. Ймовірно, Єремія пішов на підробку грамоти з розрахунком на швидке отримання милостині з Московії і хотів створити більш представницьке враження про собор, ніж він був насправді.
У 1593 р. в Константинополі в присутності московського посла Г. Афанасьєва відбувся новий собор східних ієрархів, в якому брали участь патріархи Константинопольський, Александрійський (тимчасово керував також Антіохійською катедрою) і Єрусалимський. Собор, погодившись зі зведенням предстоятеля Церкви Московії в патріарший сан і підтвердив п'яте місце Церкви Московії в диптиху православних церков. Всі підписи на акті Великого Константинопольського собору 1593 року (42 ієрарха) — справжні.
Посли Московії сплатили фактично хабар вселенському патріарху Діонісію у розмірі «сорок сороків хутра та 200 золотих червінців» за отримання акту проголошення Московської Патріархії. Ці антиканонічні дії були помічені священниками, оскільки вони відбулися через акт симонії і тому відбувся церковний суд проти вселенського патріарха Діонісія, за рішенням якого з нього був знятий священничий сан (став як «розстрига»), він був позбавлений посади «вселенського патріарха», і як простий монах був ув'язнений у монастирі до кінця свого життя. Але отриманою у незаконний спосіб Грамотою стали користуватися в Московії проти Київської митрополії на реалізацію ідеології Третього Риму.
|                                       | Цікаво підкреслити, що ніколи не було дано Православній церкві в Росії томосу про автокефалію! В 1589-1590 роках Вселенський патріарх Єремія II просто нормалізував ситуацію, піднявши цю кафедру на патріарше достоїнство, при тому, що було дозволено Московському архієрею «називатися» патріархом, при умові, що він мав поминати патріарха Вселенського і вважати його «як свого главу і першого», як сказано в грамоті. |
| — Архієпископ Тельміський Іов (Геча), | |

### Анексія Київської митрополії Московським Патріархатом
1686 Московська церква добивається поставлення на Київську катедру князя Четвертинського та за «подарунки» османському візиру перепідпорядковує собі частину давньоруської Київської митрополії, Чернігівську та Київську єпархії.. Цей акт був потім скасований Патріархом Григорієм VII в 1924, коли він видав Томос про визнання Польської православної церкви, в якому зазначив: «Перше відділення від Нашого Престолу Київської Митрополії та Православних Митрополій Литви та Польщі, залежних від неї, а також приєднання їх до Святої Московської Церкви відбулось не по писаним канонічним правилам, також не було дотримано все те, що було встановлено відносно повної церковної автономії Київського Митрополита, котрий носив титул Екзарха Вселенського Престолу»
Десятий з московських патріархів, Адріян, помер у 1700, після нього нового не поставлено, і понад 200 років Російська (Московська) церква не була патріархією.

### Православна російська церква Санкт-Петербурзького синоду

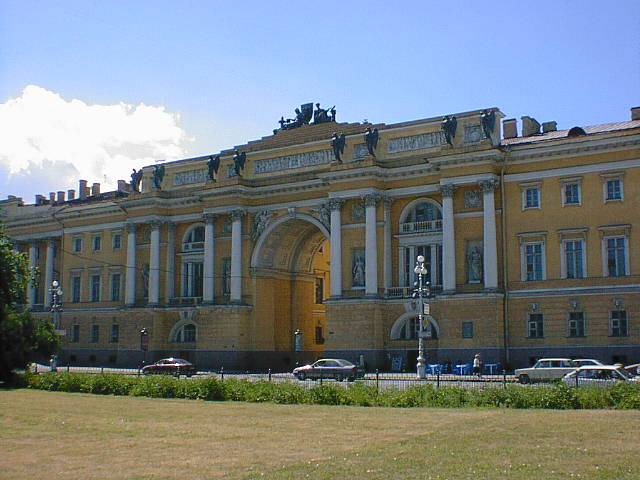
Будівля Сенату та керівного Синоду в Санкт-Петербурзі

У 1721 патріархат МП замінено Духовною Колегією («Святейший Правительствующий Синод»). Це завершило формальну деградацію МП, яка стала державною інституцією, що діяла під зверхністю й за «указом» царя (імператора). Контрольною інстанцією Синоду був його оберпрокурор, світський державний достойник, що його називали «царським оком». У 1917 російська церква позбулася, але на дуже короткий час, підлеглості світській владі.
В російській імперії надалі виконувала функції контролю «душ», відала веденням метричних книг, освітою, слідкувала за вільнодумством. Активно співпрацювала з царською «охранкою» до самого жовтневого перевороту. Так само була одним із найбільших землевласників і власників кріпаків.

### МП, а з 1943 року РПЦ за СРСР
Незабаром після падіння монархії в Росії в березні 1917 року, був скликаний Всеросійський Помісний Собор (підготовка якого велась ще з початку 1900-х років), який відкрився 15 серпня (ст. ст.) 1917 року в Москві. Найбільшим його рішенням було відновлення 28 жовтня того ж року, через кілька днів після захоплення влади більшовиками в Петрограді, патріаршества. На патріарший престол був обраний Тихон (Беллавін), митрополит Московський.
Перші кілька місяців після жовтневого перевороту 1917 року більшовики активно не вторгалися і не перешкоджали діяльності православної церкви (не рахуючи Декрету про землю, який конфіскував церковні землі); бюджетне фінансування церковних установ тривало.
Особлива комісія генерала Денікіна з розслідування більшовицьких злочинів, скоєних різними структурами більшовицької влади тільки в період 1918—1919 р., оцінює кількість загиблих у 1 766 118 осіб, з них 28 єпископів, 1215 священнослужителів.
Основною мішенню антирелігійної партійно-державної кампанії 1920-х і 1930-х років була «Патріарша церква», що мала найбільшу кількість послідовників. Майже весь її єпископат, значна частина священників, ченців і активних мирян були розстріляні або заслані до таборів; богословські школи й інші форми релігійного навчання, крім приватного, були заборонені. Основним інструментом проведення партійної політики щодо Патріархії РПЦ було 6-е відділення ОГПУ, очолюване Євгеном Тучковим, який проводив політику роз'єднання і підпорядкування органам ОГПУ єпископату та інших осіб духовенства і мирян.
22 червня 1941, дізнавшись про німецьке вторгнення, митрополит Сергій відразу ж пише послання «Пастирям і пасомим Христової Православної Церкви», в якому беззастережно заявляє про підтримку влади в майбутній боротьбі, нагадуючи православним про вождів російського народу — святих Олександра Невського і Димитрія Донського. У будь-який інший час несанкціоноване звернення до віруючих могло коштувати митрополиту голови. Однак в умовах війни все пройшло без наслідків.
Сталін в своїх перших військових виступах повторив пасажі Сергіївського послання. 3 липня 1941 р. прозвучало незвичайне для комуністичного лідера звернення «брати і сестри» (нарівні з «товаришами» і «громадянами»). Виступаючи на традиційному параді Червоної Армії 7 листопада 1941 р. Сталін вперше згадав героїв минулого: «Нехай надихає вас у цій війні, — говорив вождь, звертаючись до армії, — мужній образ наших великих предків — Олександра Невського, Димитрія Донського, Кузьми Мініна, Димитрія Пожарського, Олександра Суворова, Михайла Кутузова!». У 1941 р. вождь не був зацікавлений в атеїстичній пропаганді і хотів мати єдність народу перед обличчям серйозної зовнішньої загрози. Він прекрасно знав, що на захопленій території німці не перешкоджали відродженню церковного життя, що релігійний фактор враховувався гітлерівським керівництвом, і не хотів віддавати своїм ворогам такий козир.
1943 року у відповідь на відновлення діяльності православних церков на територіях СРСР, окупованих військами гітлерівської коаліції, Сталін з пропагандистською метою ухвалив рішення зняти заборону на діяльність РПЦ. Тим не менше у 1943-му році було репресовано понад тисячу священнослужителів, з яких 500 осіб було страчено.
Видання 14 вересня 1943 р. постанови № 993 Ради народних комісарів СРСР про організацію Ради в справах РПЦ було першим кроком для впровадження нової церковної політики СРСР. Ради у справах релігій та у справах РПЦ спочатку розвивали діло, визнане корисним, а потім лобіювали свій відомчий напрямок, захищаючи його від смикань курсу партії і опори непоступливих ієрархів. Як відмітив церковний історик П. Бондарчук «ця Рада фактично мала не лише контролювати РПЦ, а й скеровувати її діяльність». Таким чином РПЦ фактично перетворювалася на окремий державний орган СРСР. Крім того, використання РПЦ для зовнішньополітичних цілей підтвердилося її перейменуванням на Архієрейському соборі єпископів у Москві (вересень 1943 р.) на «Російську православну церкву». Це означало, що РПЦ має об'єднати навколо себе не лише жителів Росії.
У 1944 році за ініціативи Московської патріархії РПЦ була створена танкова колона Дмитро Донський, на пожертви віруючих і передана в 1944 році танковим військам СРСР. До її складу входили 19 танків Т-34-85 і 21 вогнеметний танк ОТ-34.

#### Помісний собор 1945 року
Проведення Помісного собору 31 січня — 2 лютого 1945 р. (останній Собор відбувався у 1917—1918 рр.) на високому рівні засвідчило важливість РПЦ для радянської держави. Собор прийняв положення про управління Російською православною церквою і відкритим голосуванням обрав патріархом Московським і всієї Русі митрополита Ленінградського Алексія (Симанського).
Однак, хоча учасники Собору офіційно звертаючись до чиновників наголосили, що у «всій життєдіяльності церква зустрічає повне сприяння у своїх потребах з боку уряду», насправді настрої кліру не були такими оптимістичними. Так єпископ Херсонський і Миколаївський Михаїл у бесіді з уповноваженим Ради у справах РПЦ при Херсонському облвиконкомі А. Салміним зауважив відносно більшої частини учасників Собору те, що духовенство та миряни висловлювали певну недовіру, скептицизм та невпевненість у майбутній перспективі потепління відносин держави та церкви.
У другій половині 1945 року Алєксій (Сергеєв) був посланий патріархом Алексеєм І в США для переговорів з митрополитом Феофілом (Пашковським). Раніше у 1944 році у доповідній записці на ім'я Йосифа Сталіна зазначалось, що «НКДБ СРСР намічає під цим церковним прикриттям організувати розвідувальну резидентуру в США. До завдань резидентури входитимуть: 1) проведення роботи по возз'єднанню з московською патріархією всіх російських православних церков в США і поширення на них патріаршого впливу, 2) зав'язування потрібних зв'язків і вербування корисних нам осіб для ведення розвідувальної роботи в США».
За радянською конституцією церква в СРСР відокремлена від держави, проте МП (як й ін. рел. групи) є під пильним контролем держави через Раду у справах релігій при Раді Міністрів СРСР (від 1943 до 1965 — у справах РПЦ) та уповноважених Ради, які прикріплені до респ. рад мін. та область виконавчих комітетів. Діяльність РПЦ обмежена відправами у храмах служб і треб і не може виявлятися поза церквами у місіонерській, проповідницькій, навчальній, харитативній чи гром.-політ. ділянках (за винятком т. зв. «патріотичної» діяльності РПЦ, зокрема за кордоном). Церква позбавлена права власності на храми та начиння, які держава дає за відповідним договором у користування т. зв. «двадцяток» і їхніх виконавчих комітетів, складених з мирян, які піклуються госп. справами парафії, «наймають» «служителя культу» тощо. Як «двадцятки», так і всі «служителі культу» (єп. і свящ.) підлягають реєстрації в держ. органах; розривом «договору» на оренду церк. будинку чи «зняттям» «двадцятки» або свящ. з реєстрації влада може припинити леґальну (поза офіц. РПЦ, в СРСР діють у підпіллі окремі групи вірних) діяльність парафії. Попереднього дозволу влади вимагають також церк. собори, синоди та конференції, а також різні прилюдні церк. обряди поза церк. огорожею. Свящ. заборонено навчати дітей і підлітків релігії, а організоване навчання релігії особам понад 18 pp. допускається лише за дозволом влади, у кількох духовних школах.
Незважаючи на значне зростання кількості парафій в СРСР в порівнянні з довоєнним періодом, кількість архієреїв була невеликою. 1 квітня 1946 р. до єпископату РПЦ, окрім Святішого патріарха, належало чотири митрополити, 21 архієпископ і 36 єпископів.
Завдяки збереженню тенденції до збільшення кількість діючих храмів в радянській державі, РПЦ на 1 січня 1947 р. мала їх 13813, з яких на території України діяло 8815 (64 відсотки від всесоюзного показника), а на 1 січня 1949 р. РПЦ мала вже 14477 храмів. Причому зростання чисельності молитовних споруд в 1946—1947 рр. відбулося переважно завдяки приєднанню до РПЦ біля 2500 уніатських храмів.
В грудні 2017 року стало відомо, що СБУ зняла гриф «цілком таємно» з документів НКДБ про створення Московської Патріархії. В них, зокрема стверджується, що всіх делегатів т.з. Помісного Собору РПЦ МП 1945 року було завербовано чекістами.
лист, направлений у вересні 1944 року на місця за підписом начальника 2-го управління НКДБ СРСР Федотова і керівника п'ятого відділу 2-го управління Карпова
З розсекречених документів випливає, що НКДБ СРСР і його підрозділи в союзних і автономних республіках, краях і областях займалися підбором кандидатів для участі в соборі з представників духівництва й мирян. З цією метою потрібно було намітити «осіб, що мають релігійний авторитет серед духовенства і віруючих і в той же час перевірених на агентурній або патріотичній роботі».
Згідно з «Уставом» (Статутом) РПЦ МП (розділ і, пункт 4) РПЦ МП, не має спадкоємства з МП.
В квітні 1957 р. Московський патріярхат на доручення КДБ включився в акцію за поворот еміґрантів на батьківщину, друкуючи в газетці «За повернення на батьківщину» не тільки статті про «свободу Церкви в СССР», а теж «Звернення Синоду Московського Патріярхату до вірних священників та єпископів, що перебувають на чужині». У тому «зверненні» взивається еміґрантів до повороту на батьківщину, покликаючись на відомий «Указ» Верховної ради СРСР про амністію для «переміщених осіб».
Одночасно Московська патріархія розпочала ревіндикацію (висунула домагання на «повернення власності») православних церков, як «власності» колишньої царської Росії, по всіх європейських країнах. Окрема делегація РПЦ відправилась по Західній Німеччині з метою умовити російських священників повернутися на батьківщину або, принаймні, перейти до юрисдикції Московського патріярхату.

### Зв'язки ізКДБ
Церква в СРСР перебувала під посиленим контролем з боку спецслужб. У 1965 році Рада у справах Російської православної церкви був з'єднаний з Радою у справах релігійних культів в єдиний наглядовий орган — Рада у справах релігій. Костянтин Харчев, голова цього органу в 1984—1989 роках, згодом пояснював: «Жоден кандидат на посаду єпископа або іншу високу посаду, будь то член Священного Синоду, не отримував її без схвалення ЦК КПРС і КДБ». Професор Натаніель Девіс звертає увагу на наступне: «Якщо єпископи хотіли захистити своїх людей і зберегти посаду, вони повинні були співпрацювати в якійсь мірі з КДБ, з комісарами Ради у справах релігій і з іншими партійними і урядовими властями». Патріарх Алексій II зізнавався, що єпископи йшли на компроміси з радянським урядом, включаючи його самого, і публічно каявся у вчинених компромісах.

### Друга Московсько-Константинопольська схизма
20 серпня 1991 року була відновлена незалежність Естонії. Юридично відновивши Естонську Республіку зразка 1940 року і визнавши період з 1940 року по 1991-й часом радянської окупації, естонська влада ухвалила рішення провести реституцію та відновити правовідносини, які існували на дату початку першої радянської окупації в 1940 році. Тому, для того щоб у нових умовах православна церква в Естонії могла претендувати на майно, яким вона володіла на момент відновлення незалежності в 1991 році, церковною ієрархією було ухвалено рішення повернутися до Статуту зразка 1935 року, щоб спробувати оголосити існуючу Талліннську єпархію РПЦ правонаступницею ЕАПЦ, що існувала в 1940 році. У квітні 1992 року Собор Естонської Православної Церкви заявив про бажання залишатися в канонічному підпорядкуванні Московського патріарха і попросив у Москви про відновлення автономії, дарованої патріархом Тихоном в травні 1920 року.
12 серпня 1992 Священний Синод РПЦ підтвердив рішення патріарха Тихона про самостійність Православної Церкви в Естонії в справах церковно-господарських, церковно-адміністративних, шкільно-просвітницьких та церковно-цивільних. Одночасно з цим Естонській Церкві було повернуто назву, зафіксовану в статуті 1935 року — «Естонська Апостольська Православна Церква». Предстоятелем ЕАПЦ був призначений єпископ Талліннський і Естонський Корнилій (Якобс). 20 жовтня 1992 року Статут ЕАПЦ був схвалений Священним Синодом РПЦ.
Проте одночасно виникла група православних, які мали на меті відокремитися від Московського патріархату і відновити автономію в юрисдикції Вселенського патріархату. На початку 1993 року була оприлюднена декларація ініціативної групи естонських православних, в якій, зокрема, говорилося:
|  | Нам кажуть про Москву, як про церкву-матір. Таке розуміння є для нас чужим і образливим. Ми хочемо служити Ісусові Христу і визнаємо своєю церквою первісну християнську церкву, засновану Апостолами, першоджерелом якої є Константинополь - місцезнаходження першого Патріархату Нового Риму. Ми, християни Естонської Православної Церкви, стомлені і пересичені політичним тиском Москви. Ми хочемо служити Богу в дусі та в правді (Ів. 4, 23). Виходячи з усього вищевикладеного, ми визнаємо тільки канонічний зв'язок з Константинополем, яку Естонська Православна Церква зберегла незмінно з 1923 р. |

26 квітня 1993 патріарх Московський Алексій II спільно зі Священним Синодом РПЦ видав Томос, що відновив права автономії Естонської єпархії РПЦ в справах церковно-адміністративних, церковно-господарських, церковно-освітніх і церковно-цивільних. Єпархія отримала право називатися «Естонська Православна Церква». Єпископ Корнилій став предстоятелем Естонської Православної Церкви з титулом «Талліннський і всієї Естонії».
29 квітня 1993 в Пюхтицькому Успенському монастирі під головуванням патріарха Московського відбувся Собор Естонської Православної Церкви. На Соборі було вирішено відновити найменування «Естонська Апостольська Православна Церква», а також розробити новий Статут, прийнявши за основу Статут ЕАПЦ від 1935 року, і подати його на державну реєстрацію.
Паралельно Собору, що проходив у Пюхтицького монастирі, в талліннському Преображенському храмі відбулися збори членів парафій Апостольсько-Православної Церкви громадян Естонської Республіки. Вів ці збори 69-річний протоієрей Микола Суурсеет, який очолював Синод Естонської Апостольської Православної Церкви у вигнанні. Збори ухвалили два звернення: до патріарха Алексія II і до патріарха Вартоломія I. У цих зверненнях йшлося про те, що після здобуття незалежності державою, незалежність від Москви повинна отримати і Православна Церква в Естонії.
Вже влітку 1993 року дванадцять православних парафій подали заявку на реєстрацію Естонської Апостольської Православної Церкви на основі її постійного існування в вигнанні. 11 серпня 1993 року Департамент у справах віросповідань при МВС Естонії зареєстрував «Статут Естонської Апостольської Православної Церкви», поданий Стокгольмським Синодом ЕАПЦ. Зареєстрована ЕАПЦ проголосила себе правонаступницею довоєнної ЕАПЦ через правонаступництво Синоду в вигнанні, тому саме ця церква могла, відповідно до естонського законодавства, претендувати на майно, що належало ЕАПЦ до 1940 року. Незабаром права ЕАПЦ на майно були підтверджені і в судовому порядку.
17 листопада 1993 року на Помісному соборі ЕАПЦ МП був затверджений її Статут. У своїх рішеннях Собор постановив вважати «реєстрацію ЕАПЦ через зарубіжний Синод, проведену 11 серпня 1993 р. Департаментом у справах віросповідань при МВС ЕР, незаконною». Департамент у справах віросповідань відхилив прохання про реєстрацію Статуту. 10 грудня 1993 року віце-канцлер МВС Естонської республіки повідомив єпископа Корнилія про відмову в реєстрації Статуту ЕАПЦ МП і повідомив, що права ЕАПЦ вже відновлені 11 серпня 1993 року шляхом реєстрації статуту, поданого Стокгольмським Синодом.
У 1994 році з'явилося клопотання, підписане представниками 54 з 83 православних парафій в Естонії (включаючи як естоно- так і російськомовні парафії), в якому містилося прохання про приєднання до юрисдикції Вселенського патріархату. Цей документ був переданий митрополитам Константинопольської Церкви Іоанну (Зізіуласу) Пергамському і Мелітону (Карасу) Філадельфійському. Восени того ж року прем'єр-міністр Естонії Март Лаар направив Константинопольському Патріарху Вартоломію лист з проханням «… затвердити утворений у 1923 році і анульований в окупаційний період канонічний зв'язок між Константинопольським Патріархатом і парафіями ЕАПЦ», а 7 лютого 1995 з аналогічним проханням звернувся президент Естонії Леннарт Мері.
У листопаді 1994 року Стамбул відвідала делегація РПЦ на чолі з митрополитом Кирилом (Гундяєвим), в ті часи — керівником Відділу зовнішніх церковних зв'язків Московської патріархії. Делегація зустрілася з патріархом Вартоломієм I і поскаржилася на дії Стокгольмського Синоду та естонської влади щодо естонських православних. Константинопольський патріарх направив в Естонію своїх представників для вивчення ситуації на місці. В кінці лютого в Москві відбулася зустріч константинопольських представників з патріархом Московським.
25 лютого 1995 року патріарх Вартоломій, перебуваючи з візитом у Фінляндії, звернувся по радіо до православних естонців, закликавши їх до "якнайшвидшого відродженню Естонської Автономної Православної Церкви в безпосередньому спілкуванні з … Вселенським Патріархатом ". Константинопольський патріарх назвав Росію «небезпечним сусідом» для Естонії і підкреслив, що ті, хто молитовно поминають Московського патріарха, є «чужими естонському суспільству».
У середині травня 1995 року патріарх Алексій направив Вселенському патріарху листа, в якому відкинув ідею паралельного співіснування в Естонії православних парафій двох юрисдикцій. В кінці травня патріарх Вартоломій I в Фінляндії прийняв делегацію визнаної естонськими властями ЕАПЦ і підкреслив, що в Естонії, яка є правонаступницею Естонської Республіки, що існувала до 1940 року, повинна існувати Церква, яка є правонаступницею Церкви, заснованої Томосом Константинопольського патріарха.
21 серпня 1995 року ВЗЦЗ МП опублікував заяву «До питання про дії Константинопольського Патріархату у зв'язку з релігійною ситуацією в Україні і в Естонії»,у якій зазначалося, що позиція Константинопольського патріархату є ворожою по відношенню до церковних структур Московського патріархату, до священноначалля РПЦ і є грубим втручанням в російсько-естонські відносини.
1 грудня 1995 року Патріярх Алексій II надіслав листа президентові США Біллу Клінтону. У листі містилося прохання «… зробити все можливе для усунення кричущої несправедливості» і здійснити «максимальний вплив на уряд Естонії у справі нормалізації становища Церкви в цій країні відповідно з її законами та загальноприйнятими нормами прав людини». Архієпископ Корнилій зі свого боку також направив послання аналогічного змісту президенту Фінляндії Мартті Ахтісаарі.
9 грудня 1995 в Таллінні пройшов більш ніж 20-тисячний хресний хід вірян ЕАПЦ МП проти дій Вселенського патріархату та естонської влади.
3 січня 1996 року в Стамбул приїхала делегація Московського патріархату для чергових переговорів. Константинополь оголосив, що в наступному місяці він має намір прийняти ЕАПЦ під свій омофор. Сторони не дійшли єдиної думки, але погодилися з тим, що кожна парафія має самостійно визначитися зі своєю юрисдикцією. Домовилися тільки про те, що у парафій повинні залишитися права на будівлі наявних у них храмів. Наступна зустріч повинна була пройти в Москві на початку лютого.
4 січня 1996 митрополит Філадельфійський Мелітон направив послання «Православним громадам в Естонії», в якому від імені патріарха Вартоломія закликав естонців до вірності Вселенському патріархату. У цьому посланні було ясно висловлено бажання Константинополя прийняти під свій омофор ЕАПЦ, включаючи також і російськомовні парафії, які мали б об'єднатися в окрему єпархію.
15 січня 1996 архієпископ Корнилій за неузгоджений перехід в юрисдикцію Константинополя заборонив у священнослужінні шість кліриків Естонської Апостольської Православної Церкви Московського патріархату з офіційним формулюванням: «за організацію громади, окремої від єпископа, і вчинення таким чином розколу в Церкві». Всього ж до цього часу під заборону потрапило дев'ять священиків Естонської Церкви, які спробували змінити юрисдикційну належність свою і своїх парафій.
16 січня 1996 року в Естонію прибули представники Вселенського патріарха: єпископ Йоенсууйський Амвросій (Яаскеляйнен) (Фінляндська Автономна Православна Церква) та священик тієї ж церкви Хейки Хуттунен. Вони зустрічалися з естонськими священнослужителями і державними чиновниками, в тому числі з прем'єр-міністром і президентом. Після закінчення візиту було заявлено про те, що Константинопольський патріархат прийме естонських православних в свою юрисдикцію.
17 січня патріарх Алексій II направив послання православної пастви в Естонії, в якому попереджав її, що «поширене канцелярією Константинопольської Патріархії послання» православним громадам Естонії є «антиканонічним як за своїм змістом, так і по самому факту даного поводження». Патріарх закликав естонську владу «проявити розсудливість і не заохочувати спроб розділити Православну Церкву за національною ознакою».
У кінці січня 1996 року канцелярія Священного Синоду Константинопольської Церкви направила в Московську патріархію повідомлення про відмову делегації з Константинополя прибути в Москву відповідно до ухваленого 3 січня рішенням для продовження двосторонніх переговорів. Патріарх Алексій II в своїй відповіді патріарху Вартоломію наполягав на відновленні перемовин. 1 лютого 1996 року Фанар в своєму листі умовою продовження переговорів висунув вимогу зняти канонічні заборони, накладені архієпископом Корнилієм на групу кліриків Естонської Православної Церкви за спробу переходу в юрисдикцію Вселенського патріархату.
2 лютого 1996 року Патріярх Алексій II звернувся з листом до предстоятелів помісних Православних Церков, в якому була викладена позиція Московського патріархату щодо взаємовідносин з Константинополем з питань естонського православ'я і виражена тривога. У цьому ж листі московський патріарх звернувся з проханням до предстоятелів помісних Церков здійснити «…авторитетний вплив на підтримку нашого братнього заклику до Святішого Патріарха Вартоломія продовжити розпочатий діалог і утриматися від прийняття квапливих і неузгоджених з нашою Церквою односторонніх заходів в естонському питанні.»
20 лютого 1996 року Священний Синод Вселенського патріархату під головуванням патріарха Вартоломія I вирішив відновити дію Томосу 1923 року, виданого патріархом Мелетієм IV, що заснував Естонську митрополію. Це рішення було зафіксовано в Патріаршому та Синодальному акті. На думку Константинополя, в 1978 році дію Томосу 1923 року патріархом Димитрієм було лише призупинено, так як його неможливо було ввести в дію, але Томос в 1978 році не був визнаний недійсним, неспроможним або відкликаним. Архієпископ Карельський і всієї Фінляндії Іоанн (Рінне), предстоятель автономної Фінляндської Православної Церкви, був призначений місцеблюстителем відновленої в правах ЕАПЦ. Йому було доручено здійснювати нагляд за проведенням опитування віруючих щодо приєднання Митрополії до Вселенського Патріархату, після чого повинно було статися обрання і поставлення канонічного єпископату ЕАПЦ. Як підкреслювалося в документі, це рішення було ухвалено Константинопольським патріархатом на наполегливе прохання естонського уряду і переважної більшості естонських православних парафій, які просили прийняти їх під захист Вселенського патріархату. У Москві про це дізналися лише 22 лютого, після того як на прес-конференції в Стамбулі було оголошено відповідне комюніке.
22 лютого патріарх Алексій II послав термінову телеграму патріарху Вартоломію. У ній він від імені єпископату і Священного Синоду РПЦ висловив рішучий протест і заявив, що дії Константинопольського патріархату Московська патріархія розцінює як антиканонічну акцію, яка може привести до призупинення євхаристійного спілкування між двома Церквами і до припинення поминання імені предстоятеля Константинопольської Церкви в диптиху Російської Православної Церкви. У той же день, 22 лютого в Таллінні делегація Константинопольської Православної Церкви передала естонському уряду Патріарше та Синодальне Діяння про заснування Естонської Митрополії.
23 лютого терміново зібрався Священний Синод РПЦ, який визнав відновлення Константинопольським патріархатом Томосу 1923 року розкольницькою акцією, яка змушує РПЦ призупинити канонічне і євхаристійне спілкування з Константинопольським патріархатом і Фінляндською автономною архієпископією, а також припинити поминання Константинопольського патріарха по диптиху предстоятелів Помісних Православних Церков. Було вирішено передати дане питання на розгляд майбутнього Архієрейського Собору РПЦ. Про рішення Синоду патріарх Московський повідомив патріархові Константинопольському телеграмою. 23 лютого 1996 року, на Божественній літургії, що відбувалася в Московському катедральному Богоявленському соборі патріарх Алексій II в присутності 50 єпископів, що співслужили йому, численних кліриків і мирян не виголосив імені Вартоломія I в числі глав помісних православних Церков. Це сталося вперше за всю історію взаємин між двома патріархатами. Почалася перша Московсько-Констанопольська схизма.
Тоді ж — 23 лютого — патріарх Алексій II звернувся з посланням до архієпископа Корнилія, пастирів, чернецтва і всіх вірних чад Естонської Апостольської Православної Церкви (Московського патріархату). У цьому посланні Константинопольський патріархат був звинувачений у вторгненні на «канонічну територію» РПЦ і в гріху розколу. У цьому ж гріху були наперед звинувачені ті клірики, які перейдуть під юрисдикцію Константинополя. Патріарх нагадав, що «гріх розколу не змивається навіть кров'ю мучеництва». Священикам і парафіянам ЕАПЦ МП було заборонено вступати «в євхаристійне і молитовне спілкування з розкольниками, які, за словами Серафима Саровського, Царства Божого не успадкують.»
24 лютого Константинопольський патріарх Вартоломій I направив патріарху Алексію II відповідь на його телеграму. У листі, зокрема, йшлося про те, що Російська церква «…того часу займалася вигнанням православних естонців і отримувала певну вигоду від цього і користувалася цим моментом для того, щоб зайняти території Естонської Православної Церкви. Підстави єпархії архієпископа Корнилія не є канонічними і було б неправильно говорити про божественні та священні канони у даному випадку.» Вселенський патріарх підкреслював: І далі: «події, які є неканонічними в якийсь конкретний час, ніколи не отримують благословення, ніколи не розглядаються як дійсні і ніколи не створюють прецеденту».
24 лютого в Таллінні делегація Вселенського патріархату на чолі з митрополитом Халкидонским Йоакимом (Нерандзулісом) в співслужінні архієпископа Іоанна Фінляндського і естонського духовенства відслужила Божественну літургію. Цей акт означав відновлення богослужбового життя автономної Естонської Апостольської Православної Церкви на своїй батьківщині.
29 лютого ВЗЦЗ МП виступив з меморандумом присвяченим церковній ситуації в Естонії, а на наступний день — 1 березня — вже Священний Синод РПЦ прийняв заяву. У ній викладався погляд Московської патріархії на історію православ'я в Естонії (особливо приділялася увага ХХ століттю) і роль РПЦ (природно, провідну) в цій історії. Пояснювалося ставлення РПЦ до «першості честі» Вселенських патріархів. Розповідалася історія складних взаємин між Російською і Константинопольської Церквами. В заяві оскаржувалося право Константинополя на частину «канонічної території» РПЦ і висувалися звинувачення Вселенському престолу в порушенні значної кількості церковних канонів. Синод ще раз нагадав про те, що канонічне і євхаристійне спілкування з Константинопольським патріархатом і Фінляндською Автономною архієпископією призупинено, як і поминання Константинопольського патріарха. Священний синод звернувся до предстоятелів Помісних Православних Церков з проханням закликати Константинопольського патріарха відмовитися від неканонічного (з точки зору РПЦ) діяння. Синод також закликав естонські і фінляндські органи державної влади «проявити розсудливість і не заохочувати спроби розколоти Православну Церкву в Естонії» і «…припинити дискримінацію канонічної Церкви під керуванням Архієпископа Талліннського і всієї Естонії Корнилія, і визнати права власності за місцевими церковними громадами». Одночасно була заявлено про готовність продовжувати переговори з метою «повної нормалізації становища Православ'я в Естонії і відновлення єдності Святого Православ'я.»
На початку березня голова ВЗЦЗ МП митрополит Кирила (Гундяєв), його заступник архієпископ Калузський Климент (Капалін) і митрополит Крутицький Ювеналій (Поярков) проведели зустрічі з предстоятелями Сербської, Антіохійської, Єрусалимської, Болгарської і Польської Православних Церков. Після цього делегація РПЦ на чолі з митрополитом Кирилом (Гундяєвим) вирушила до швейцарського Цюріха на переговори з делегацією Константинопольського патріархату, яку очолював митрополит Філадельфійський Мелітон, генеральний секретар Синоду Вселенського патріархату.
Для того щоб продемонструвати міцність позицій РПЦ всередині Естонії, 16 березня 1996 року в Таллінні було проведено черговий хресний хід, в якому взяло участь близько 26 тисяч осіб.
22 березня 1996 року Державна Дума Російської Федерації прийняла заяву «Про порушення прав православних віруючих в Естонії» в якій висловлювалася глибока заклопотаність ситуацією, «пов'язаної з порушенням прав віруючих Естонської Апостольської Православної Церкви, яка зберігає духовно-канонічну єдність з Московським Патріархатом». У заяві зазначалося, що влада Естонії відмовляє ЕАПЦ МП в реєстрації під її історичною назвою, що православні громади, які не бажають переходити в юрисдикцію Константинопольського патріархату, позбавляються своїх храмів і святинь, що естонська влада нагнітає релігійний конфлікт, спрямований на обмеження в Естонії прав російськомовних православних віруючих. У зв'язку з цим Державна Дума РФ звернулася до Парламентської асамблеї Ради Європи, Комісії ООН з прав людини з пропозицією в найкоротші терміни розглянути зазначену проблему і відповідним чином вплинути на естонську владу, яка, на думку депутатів Державної Думи РФ, порушувала права людини в Естонії.
У квітні в Цюріху відбулися переговори спільної комісії Константинопольського та Московського патріархатів, в результаті яких був узгоджений текст меморандуму, який повинен був бути «ратифікований» Синодами обох Церков. 16 травня 1996 року одночасно в Стамбулі і в Москві Священні Синоди обох патріархатів на основі Цюріхських домовленостей квітня 1996 року ухвалили рішення про подолання кризи, що виникла між двома Церквами. Було вирішено, що:
- Константинопольський патріархат вводить чотиримісячний мораторій на своє рішення від 20 лютого 1996 року про утворення ЕАПЦ. Протягом цих чотирьох місяців парафії повинні вибрати в яку юрисдикцію вони хочуть перейти;
- Московський патріархат надає клірикам, які схочуть перейти в юрисдикцію Вселенського патріархату, таку можливість, включаючи тих кліриків, які раніше були заборонені в служінні;
- обидва патріархати зобов'язалися співпрацювати з метою, щоб всі православні в Естонії, незалежно від юрисдикційної приналежності, отримали однакові права, включаючи право на майно;
- у зв'язку з досягненням цієї угоди Священний Синод РПЦ відновлює перерване спілкування з Константинопольським патріархатом.

У вересні 1996 року Священні Синоди обох Церков ухвалили списки парафій, які визначилися зі своєю юрисдикцією. Тільки два приходи не ухвалили певного рішення. Тому термін мораторію було продовжено ще на 3 місяці. Питання ж про власність на церковне майно залишалося невирішеним.
24 вересня 1997 року в Одесі пройшла зустріч Константинопольського та Московського патріархів. Серед багатьох питань обговорювалося і естонське, але конкретних рішень ухвалено не було.
18 березня 1999 року Собором ЕАПЦ митрополитом Талліннським і всієї Естонії, предстоятелем цієї Церкви був обраний народжений у Конго в родині греків-кіпріотів єпископ Назіанзскій, вікарій Галльської митрополії Константинопольського патріархату 59-річний Стефан (Хараламбідіс), який у той час ніс послух на півдні Франції. Таким чином, в Таллінні з'явилося дві православні кафедри і два православних ієрарха стали мали титул «всієї Естонії». Патріарх Вартоломій I закликав РПЦ визнати митрополита Стефана єдиним канонічним і законним першоієрархом Естонської Православної Церкви. Але Московська патріархія, вважаючи Естонію виключно своєю «канонічною територією», не визнала митрополита Стефана главою Естонської Церкви і відмовилася вступати з ним в будь-які офіційні відносини. Так, у серпні 2000 року Ювілейний Архієрейський Собор РПЦ підкреслив, що він (Собор) «… не вважає за можливе позитивно відповісти на пропозицію священноначалія Константинопольської Православної Церкви про визнання Російською Православною Церквою канонічного статусу автономії за церковною юрисдикцією Константинопольського Патріархату, яка присутня в Естонії з 1996 року, оскільки визнання за нею т кого статусу не відповідає в повній мірі історичного розвитку і сучасного стану Православ'я в Естонії.» Крім того, Собор постановив:
|  | Вважати неприйнятним участь представників Російської Православної Церкви в міжправославних форумах, де офіційно представлені учасники від так званої «Автономної Естонської Православної Церкви» Константинопольського Патріархату. |

З 26 жовтня по 1 листопада 2000 року в Естонії з візитом перебував патріарх Вартоломій I. Про свій намір відвідати Естонію Константинопольський патріарх до відома патріарха Московського не поставив. В ході цього візиту Вселенський патріарх заявив про те, що «Цюріхські угоди неправильно розуміються» Московською патріархією, а саме:
- у РПЦ немає підстав домагатися правонаступництва щодо Естонської Церкви, що існувала до 1940 року;
- ЕАПЦ Константинопольського патріархату має правонаступництво в Естонії і повинна керувати православними парафіями на всій території країни;
- укладені в 1996 році Цюріхські угоди не можна трактувати як згоду на паралельне існування в Естонії двох православних юрисдикцій;
- парафії в юрисдикції РПЦ в Естонії повинні знаходитися в юрисдикції Московської патріархії у формі екзархату (представництва) або окремих подвір'їв;
- в Естонії може бути тільки один архієрей з титулом «всієї Естонії», а при ньому може бути екзарх (представник), що опікується парафіями, що знаходяться в юрисдикції РПЦ;
- архієпископ Корнилій повинен бути зміщений зі свого поста.

Головною перешкодою для подальшого просування у напрямку до нормалізації становища всередині естонського православ'я була відсутність у ЕАПЦ МП державної реєстрації. Починаючи з 1993 року новий Статут декілька разів подавався на реєстрацію. І кожен раз державні органи відмовлялися його зареєструвати. Але 17 квітня 2002 року Статут Естонської Православної Церкви в юрисдикції Московського патріархату був нарешті зареєстрований. Щоб реєстрація Статуту все ж відбулася, довелося «церковній структурі в юрисдикції Московського патріархату» навіть відмовитися від назви «ЕАПЦ»: релігійна структура стала називатися «Естонська Православна Церква Московського Патріархату» (ЕПЦ МП). Складним також було питання власності на церковну нерухомість. Гострота питання хто є правонаступником ЕАПЦ «зразка 1940 року» стає зрозумілою, якщо взяти до уваги, що до анексії Естонії Радянським Союзом, ЕАПЦ належало приблизно 5 % землі, в тому числі майже весь острів Сааремаа. Ще більшої гостроти додава тей факт, що за часів радянської влади в Естонії православні храми практично не будувалися (за кількома рідкісними винятками). А отже, переважна більшість церковних споруд відповідно до прийнятих в країні правил реституції майже автоматично переходили у власність ЕАПЦ. А над громадами ЕПЦ МП нависла загроза залишитися в буквальному сенсі під відкритим небом. Цюріхські 1996 року і Берлінські 2001 року угоди між Москвою і Константинополем, здавалося, відкривали дорогу для вирішення цієї проблеми. Та невизнання Москвою ЕАПЦ та її предстоятеля митрополита Стефана значно уповільнювало процес пошуку шляхів вірішення цієї проблеми.
Посередником у перемовинах між двома православними Церквами виступила держава: переговори проходили у форматі «МВС Естонії — ЕАПЦ», «МВС Естонії — ЕПЦ МП». На початку жовтня 2002 року була досягнута угода про те, що ЕАПЦ відмовлялася на користь держави від частини належної їй майна, яке використовувала в своїй діяльності ЕПЦ МП. За це ЕАПЦ отримувала від держави грошову компенсацію, розмір якої в кінцевому підсумку склав 50 млн. естонських крон. Держава, в свою чергу, передавало отримані від ЕАПЦ будівлі в довгострокову оренду парафіям ЕПЦ МП за реально символічну орендну плату (1 естонська крона в місяць). Частина храмів перебували в муніципальній власності і там майнові питання для ЕПЦ МП вирішувалися дещо простіше.Процес передачі власності розтягнувся на декілька років: лише у червні 2009 року ЕПЦ МП отримала майно, яке мало бути передано в її користь згідно з досягнутими в 2002 році домовленостями.
Ознакою зниження гостроти конфлікту між Москвою і Константинополем, став візит патріарха Московського Алексія II у вересні 2003 року на свою батьківщину, в Естонію. Влітку 2008 року патріархи Алексій II і Вартоломій I вперше після початку естонського кризи відслужили спільну Літургію на Володимирській гірці в Києві та провели зустріч у Києво-Печерській Лаврі.

### Третя Московсько-Константинопольська схизма
Московський патріархат ухвалив рішення не брати участь у Всеправославному соборі в червні 2016 року на Криті (Греція), в підготовці якого він спільно з іншими церквами брав участь з 1961 року. Рішення собору, що розглядав під головуванням Вселенського патріарха Вартоломія обмежене коло питань дисциплінарно-канонічного характеру, не були прийняті Московським патріархатом.
2018 року різко загострилися стосунки РПЦ з Константинопольським патріархатом, напружені з 1920-х років.
15 жовтня 2018 року на засіданні Синоду РПЦ в Мінську було ухвалено рішення визнати неможливим подальше перебування з ним у євхаристійному спілкуванні. В опублікованій заяві синоду повідомлялося про причини такого рішення:
- підтвердження наміру Константинопольського патріархату надати автокефалію Українській Церкві;
- створення ставропігії Константинопольського Патріарха в Києві;
- прийняття в спілкування Філарета та Макарія;
- скасування дії соборної грамоти Константинопольського Патріархату 1686 року про передачі Київської митрополії Московському Патріархату.

Це була відповідь на дії синоду Вселенського патріархату, який заявив про намір створити єдину автокефальну помісну церкву в Україні, відновив в церковному спілкуванні предстоятелів УПЦ КП і УАПЦ і скасував дію соборної грамоти 1686 року про тимчасову передачу права хіротонії Київського митрополита до юрисдикції Московського патріархату, за умови обов'язкового поминання ним Константинопольського патріарха, як свого першоієрарха. Зі свого боку, Константинопольський патріархат заявив, що він не розриває євхаристійного спілкування з Російською православною церквою.
13 листопада 2018 р. собор єпископів УПЦ (МП) у Києві ще раз нагадав, що вважає рішення Священного Синоду Вселенського Патріархату від 11 жовтня 2018 року стосовно українського церковного питання недійсними. Виданий указ про «заборону у священнослужінні без права причастя Святих Христових Таїн» прот. Петру Зуєву, багаторічному керівнику відділу інформації та зв'язків з громадськістю Київської єпархії УПЦ (МП), члену Синодальної комісії по діалогу з УАПЦ та УПЦ-КП. Заборонено саме «за грубе порушення рішень Священного Синоду УПЦ від 13 листопада 2018 року», а синодальна довідка конкретизує причину заборони: «співслужіння з „екзархом“ Константинопольського Патріархату». За те ж саме був заборонений у священнослужінні і прот. Георгій Коваленко. Слід зазначити, що Константинопольський Патріархат не підтримав Московську схизму, не відмовився від євхаристійного спілкування з РПЦ, виконуючи канони православної церкви поминає при богослужінні предстоятеля Російської православної церкви московського патріарха. Цю вимогу також було прописано в Томосі для ПЦУ.
8 лютого 2019 року відбулось поминання митрополита Епіфанія й визнання Православної церкви України давнім патріархатом Александрії та всієї Африки, РПЦ оголосила, що її очільник Кирило перестане згадувати під час Богослужінь Патріарха Александрійського Теодора ІІ.
13 лютого 2019 р. керуючий справами УПЦ (МП) митр. Бориспільський Антоній (Паканич) і заступник голови ВЗЦЗ УПЦ (МП) прот. Микола Данилевич взяли участь в урочистостях, пов'язаних з 50-річчям митр. Варненського Іоанна, що проходили у болгарському місті Варна. Окрім архієреїв Болгарської Православної Церкви, в урочистостях взяли участь і ієрархи Константинопольського Патріархату так званих «Нових територій», митрополит Едеський Іоіль та митрополит Еласонський Харитон. Митр. Таким чином 2 клірики УПЦ (МП) порушили канонічну постанову синоду своєї церкви але не понесли ніяких покарань за співслужіння із є екзархом Вселенської Патріархії у Центральній Македонії митр. Іоілем та Патріаршим Екзархом Олімпу митр. Харитоном. Коли ж журналісти звернули увагу на співслужіння і порушення правила синоду, УПЦ (МП) дала офіційний коментар в якому пояснила таке співслужіння 7-ма пунктами.
У жовтні 2019-го в РПЦ заявили, що планують розірвати молитовне та євхаристійне спілкування з ієрархами Церкви Греції, що є частиною грецького православ'я. Причиною цьому послужило визнання цією церквою Православної церкви України в серпні 2019-го. 3 листопада РПЦ припинила євхаристійне спілкування не з усією церквою, а лише з її главою, архієпископом Атенським і всієї Греції Ієронімом II.
20 листопада 2019 року на патріаршій службі ані на Великому вході, ані на Великій похвалі Патріарх Московський Кирило не пом'янув жодного зі своїх колег по імені, сказавши лише: «Пом'яни, Господи, патріархів православних».
26 грудня 2019 року Синод РПЦ у Москві розірвав відносини з Александрійським Патріархом. РПЦ почала створювати на його канонічній території паралельну ієрархію, що заборонено Апостольськими правилами. Крім того, московський Синод вирішив призупинити діяльність представництва (подвір'я) Александрійського Патріархату при Московському патріаршому престолі. Представництво Патріарха Московського при Патріархові Александрійському вирішено перетворити на парафію РПЦ в Каїрі.
Що стосується парафій РПЦ в Африці, то вони будуть виведені з юрисдикції Александрійського Патріархату й отримають ставропігійний статус, тобто перейдуть в пряме підпорядкування очільникові РПЦ Кирилу.
24 жовтня 2020 року архієпископ Кіпру Хризостом ІІ пом'янув предстоятеля Православної церкви України Епіфанія під час літургії при рукоположенні нового єпископа Арсінойського Панкратія. Пізніше Хризостом ІІ пояснив, що мусив нарешті ухвалити рішення про визнання, а якщо хтось з членів синоду захоче обговорити його, то він до цього готовий. Знову ж, 20 листопада Патріарх Московський і всієї Русі Кирило припинив молитовне поминання архієпископа Кіпрського Хризостома II. Також було обірване євхаристійне співслужіння з тими ієрархами Кіпрської церкви, які вступили в церковне спілкування з представниками Православної церкви України.
25 листопада 2020 з'явилося комюніке Синоду Кіпрської православної церкви щодо визнання ПЦУ, де Священний Синод підтримав рішення архієпископа Хризостома ІІ визнати ПЦУ.. 20 грудня 2020 року Глава Церкви Кіпру архієпископ Хризостом II, заявив в інтерв'ю, що Російська православна церква не є прикладом для наслідування через її невизнання ПЦУ.

#### Відносини з Православною церквою України
Синод Православної церкви Росії не визнав Православну церкву України, заявивщи про «неканонічний характер» Об'єднавчого собору в Києві (2018) і назвавши його «об'єднанням розкольників» і звернувся до предстоятелів та помісних православних церков із закликом не визнавати ПЦУ як автокефальну помісну православну церкву. Закордонні автономії Московського патріархату також висловилися про невизнання Православної церкви України, зокрема РПЦ в Україні — 17 грудня 2018 року, РПЦ в Білорусі — 21 грудня 2018 року, РПЦ в Америці — 28 січня 2019 року тощо. Синод наклав заборони на двох єпископів УПЦ МП, а також чотирьох інших кліриків, які брали участь в Об'єднавчому соборі.

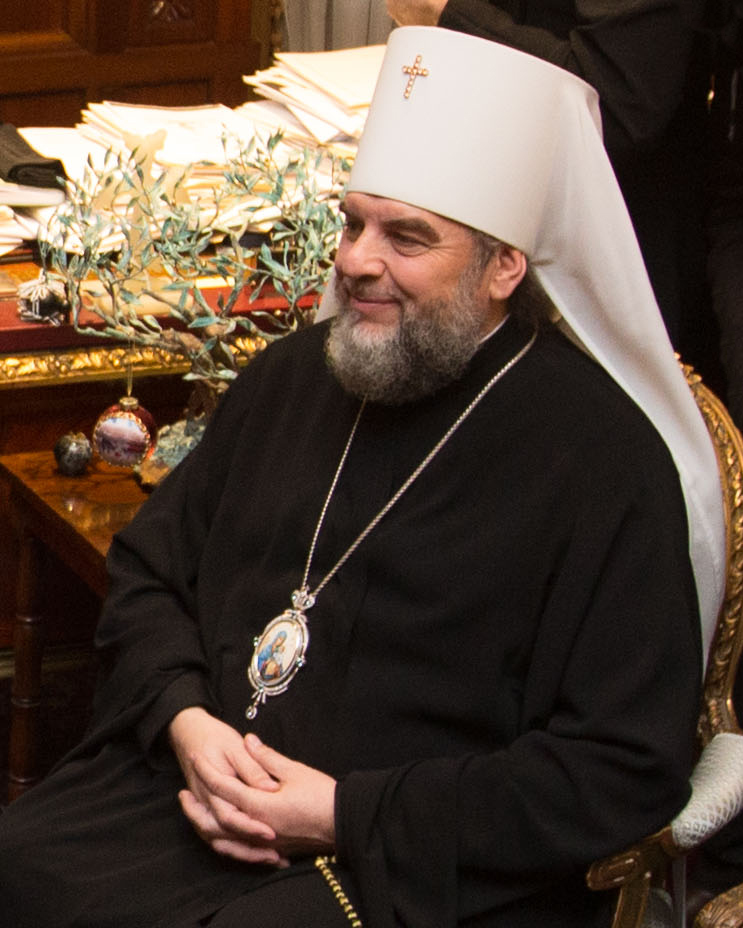
Митрополит Вінницький і Барський Симеон (Шостацький) — постійний член Синоду ПЦУ, який перейшов з УПЦ (МП)

З вищих кліриків і видних діячів УПЦ (МП) в Об'єднавчому соборі взяли участь митрополит Вінницький і Барський Симеон (Шостацький) і митрополит Переяслав-Хмельницький і Вишневський, вікарій Київської митрополії Олександр (Драбинко), в інтронізації митрополита Київського Епіфанія — ректор Відкритого православного університету Святої Софії-Премудрости і шеф-редактор порталу «Православ'я в Україні» протоієрей Георгій Коваленко. Митрополит Черкаський і Канівський Софроній (Дмитрук), який раніше заявляв про підтримку автокефалії Української церкви, не прибув на Об'єднавчий собор, пославшись на хворобу, і в подальшому піддав критиці Статут ПЦУ, заявивши, що «не хоче бути васально залежним від греків», назвав ПЦУ «грецькою церквою» і в той же час заявив про відмову поминати Московського патріарха і залишатися в Московському патріархаті.
В свою митрополит Київський Епіфаній до отримання томосу в ході здійснення літургії не згадував патріарха Московського і всієї Русі Кирила в числі предстоятелів помісних православних церков, пояснюючи це так: «У даний час я не згадую, бо ми знаходимося в стані війни. І тому український народ не сприймає того, щоб новообраний предстоятель згадував ім'я російського патріарха». Починаючи з різдвяного богослужіння 7 січня 2019 року, митрополит Епіфаній вперше почав згадувати патріарха Московського Кирила в числі предстоятелів всіх інших помісних православних церков, згідно диптиху.

З боку Православної церкви України, митрополит Київський Епіфаній підтримав законопроєкт «Про свободу совісті та релігійні організації», який, зокрема, передбачає, що церква, яка входить в структуру релігійної організації «з центром в державі-агресора», зобов'язана в назві відображати належність до такої релігійної організації за межами країни:
|                                                 | Кожен православний українець повинен розуміти, у яку церкву він ходить. Навіщо ховатися за якимись вивісками, які не відповідають дійсності? Я вірю, що це не викличе ніяких протистоянь, тому що зараз упорядковується законодавство України, згідно з яким і будуть полегшені ці переходи православних парафій від Російської православної церкви в Україні до єдиної Православної церкви України. |
| — Митрополит Київський і всієї України Епіфаній | |

## Організація та структура

### Релігійна мережа
Релігійна мережа Російської православної церкви у країнах, станом на 01.01.2012:

### Список оберпрокурорів Синоду, що очолювали МП
1. Болтін Іван Васильович (19. 06.[130] 1722 — 11. 05. 1725)
2. Баскаков Олексій Петрович (11. 05. 1725 — 02. 12. 1730)[131]
  - гвардії капітан Раєвський (назначений 14. 07. 1726 «прокурором»[132])[133]
  - Далі, до 1740 року, оберпрокурорів Святійшого Синода не призначали
3. Кречетніков Микита Семенович (03. 11. 1740 — 1741[134])
4. Шаховськой Яків Петрович (31. 12. 1741 — 29. 03. 1753)
5. Львов Афанасій Іванович (18. 12. 1753 — 17. 04. 1758)
6. Козловський Олексій Семьонович (17. 04. 1758 — 09. 06. 1763)
7. Мелісіно Іван Іванович (10. 06. 1763 — 24. 10. 1768)
8. Чебишов Петро Петрович (24. 10. 1768 — 07. 05. 1774)
9. Акчурін Сергій Васильович (12. 05. 1774 — 28. 06 1786)
10. Наумов Аполос Іванович (28. 06. 1786 — 26. 07 1791)
11. граф Мусін-Пушкін Олексій Іванович (1791—1797)
12. князь Хованський Василь Олексійович (1797—1799)
13. граф Хвостов Дмитро Іванович (1799—1802)
14. Яковлєв Олександр Олексійович (31. 12. 1802 — 07. 10. 1803[134])
15. князь Голіцин Олександр Миколайович (21. 10. 1803 — 24. 10.[135] або 19 листопада[134] 1817; до травня 1824 року — Міністерство духовних справ та народної освіти Російської імперії.
16. князь Мещерський Петро Сергійович (24. 11. 1817 — 02. 04. 1833)
17. дійсний тайний радник Нєчаєв Степан Дмитрович (1833 — 25. 06. 1836)
18. граф Протасов Микола Олександрович (24. 02. 1836 — 16. 01. 1855)
19. Карасєвський Олександр Іванович (25. 12. 1855 — 20. 09. 1856)
20. граф Толстой Олександр Петрович (20. 09. 1856 — 28. 02. 1862)
21. Ахматов Олексій Петрович (з березня 1862 — по червень 1865)
22. граф Толстой Дмитро Андрійович (23. 06. 1865 — 23. 04. 1880)
23. Побєдоносцев Костянтин Петрович (24. 04. 1880 — 19. 10. 1905)
24. князь Оболєнський Олександр Дмитрович (20. 10. 1905 — 04. 04. 1906)
25. князь Ширінський-Шихматов Олексій Олександрович (26 квітня — 9 липня 1906)
26. Ізвольський Петро Петрович (27. 06. 1906 — 05. 02. 1909)
27. Лук'янов Сергій Михайлович (05. 02. 1909 — 02. 05. 1911)
28. Саблєр Володимир Карлович (02. 05. 1911 — 04. 07. 1915)
29. Самарін Олександр Дмитрович (05. 07. 1915 — 26. 09. 1915)
30. Волжин Олександр Миколайович (01. 10. 1915 — 07. 08. 1916)
31. Раєв Микола Павлович (30. 08.[136] 1916 — 03. 03. 1917)
32. Львов Володимир Миколайович (03. 03 1917 — 24. 07. 1917)
33. Карташов Антон Володимирович (25. 07. — 05. 08. 1917).

### Навчальні заклади
Згідно з інформацією 2016 року РПЦ мала одну загальноцерковну аспірантуру та докторантуру, 5 духовних академій (у Москві, Санкт-Петербурзі, Києві, Кишиневі, Мінську), 6 університетів та інститутів, 53 духовних семінарії, 29 духовних училищ.
1973 року РПЦ мала 2 духовні академії: Московську (в Загорську) та Ленінградську — і три духовні семінарії: в Загорську, Ленінграді й Одесі. У всіх згаданих богословських школах у 1973 вчилося приблизно 500 студентів. Крім того, у Загорську діють заочні богословські курси.

#### Освітній рівень духовенства
Вадою МП був низький освітній рівень духовенства, яке у XV—XVI ст. зазвичай неспроможне було виголошувати проповіді. Щоб зарадити цьому, спроваджувано з закордону вчених богословів, серед них у першій половині XVI століття Максима Грека (Михайло Триволіс), який перекладав церковні книги з грецької мови. Серед численного духовенства, спроваджуваного з України з XVII століття були й такі визначні учені, як Стефан Лаврський, Дмитро Туптало, Феофан Прокопович та ін.
З XIX століття дуже поліпшився освітній рівень російського духовенства; у царській Росії високу освіту давали 4 духовні академії (у Києві, Москві, Петербурзі й Казані), середню — численні (59) духовні семінарії, а нижчу — духовні училища, яких було близько 200. Ця мережа духовних шкіл існувала до 1918.

## Володіння РПЦ
РПЦ колись скупчувала у своєму володінні величезні земельні маєтності. У зв'язку з цим розросталося чисельність духовенства, світського та чернечого. Багатство церкви держава обмежувала забороною набувати нові землі (1649), створенням короткотривалої контрольної установи (Монастирського приказу) тощо. Назрівав конфлікт, що виявився особливо за патріарха Нікона (1652-1658), який намагався зміцнити становище та вплив церкви. Його заходи закінчилися невдачею та засланням його самого. Також натрапили на гострий опір його намагання ввести реформи у церковно-обрядові справи. Прихильники старовини (Старообрядці, старовіри) виступили проти виправлень церковних книг і обрядів. Жорстокі переслідування не зламали опозиції, але змусили старообрядців рятуватися переселенням у відлюдні місцевості за межі Московії, частково й на українські та білоруські землі. Туди ж рятувалися від переслідувань послідовники й інших релігійних груп.

## Друковані видання
Офіційний орган РПЦ — місячник «Журнал Московської Патріархії» (рос. Журнал Московской Патриархии). Крім принагідних книг, збірок (у тому числі неперіодичних збірок духовних академій під назвою «Богословские Труды»), РПЦ видає місячник «Православний Вісник» (орган екзарха всієї України) та за кордоном «Stimme der Orthodoxie» (орган Центрально-європейського екзархату).
З 1989 року видається газета «Церковний вісник» (до лютого 2003 року — «Московський церковний вісник») — офіційний орган Московської патріархії.
«Православна енциклопедія». Росія витратила на закупівлю православних енциклопедій у РПЦ 600 млн рублів. Найбільший замовник енциклопедії — Міністерство культури Росії. З 2011 року відомство заплатило Церковно-науковому центру за ці книги 511 млн рублів, підрахували «Відкриті медіа» за даними держзакупівель. Під час одного зі своїх візитів до Ватикану Володимир Путін презентував кілька томів православної енциклопедії РПЦ Папі Римському.

## Експансія

### Експансія на руські землі
У своїй експансії МП, використовуючи політичну могутність держави, поширила свої впливи на єпархії Київської митрополії, особливо після підписання «березневих статей 1654» (Переяславської угоди). Київська митрополія боронилася проти цього, бажаючи залишитися у підпорядкуванні Константинопольського патріарха. Проте в 1686 приєднання Київської митрополії до Москви стало доконаним фактом. Освічене духовенство переведено з Київської митрополії до Москви, пізніше — до Петербурга, де воно працювало у церковній адміністрації, шкільництві, проповідництві тощо. Місіонери МП охрещували інородців на півн. і півд.-сх. європейської Московії (згодом Росії) та в Сибіру. МП поширила свої впливи і на Америку, де з 1870 існує єпархія єпископа алеутського і аляскінського.

### Зросійщення народів
МП посилювала зросійщення приєднаних до Росії народів і церков (на поч. 19 століття підпорядковано Грузинську Православну Церкву, яка відновила свою автокефалію лише після революції 1917, незаконне насильне приєднання Білоруської греко-католицької церкви та Української греко-католицької церкви Полоцьким собором з нав'язуванням російської мови в житті католиків Білорусі й України, тощо). Зокрема Київській митрополії заборонено було плекати традиційну богослужбову мову, обряди, звичаї та наказано (1720) українським друкарням, щоб у їхніх виданнях «жодної різниці й особливого наріччя не було», а згодом від духовенства вимагалося виголошувати церковнослов'янські тексти з російською вимовою.
Попри зовнішнє знеособлення МП, у масі вірних не згасало релігійне піднесення та прямування до християнської досконалості, що виявилося у містичних течіях, які заперечували панівну церкву, і в чинах тих подвижників, що належали до МП. Церква прославилася багатьма святими; між ними дехто, як Сергій Радонезький († 1392) та Серафим Саровський († 1833) шановані й поза російськими землями. Ці подвижники здебільшого оселялися у найдальших і найнесприятливіших околицях імперії, зокрема на Соловецьких островах Білого моря (1429). Інші вдавалися до надзвичайних виявів своєї релігійності, наприклад юродиві (Максим Московський, Іоан Устюзький та ін.).

## Сучасний стан
У  2016 р. російська компанія «Срєда» провела соціологічне дослідження і виявила, що понад 69 % росіян не знають головної різниці у вченні про Трійцю між православними та католиками. За даними МВС в акції «Безсмертний полк» брали участь 10.4 мільйони росіян, а у святкуванні Великодня — 4.3, тобто у два рази менше. За результатами опитування проведеного у 2018 р. Великдень є важливим святом для 31 % населення Росії, в той час, як день перемоги для 71 %.

### Звинувачення в єресі
На Всеправославному соборі на о. Криті 21 червня 2016 р. РПЦ МП була звинувачена в єресі етнофілетизму (див. Вселенські собори); звинувачення проголосив кіпрський архієпископ Хризостом II.

### Російська православна церква та Україна
Верховна Рада України затвердила звернення до патріарха Константинопольського Вартоломія I 16 червня 2016 р. про надання автокефалії, але сучасна РПЦ виступає категорично проти відновлення історичної справедливості: скасування патріархом Константинопольським акту 1686 року про тимчасове право Московського патріархату висвячувати митрополитів Київських, надання Томосу Українській православній Церкві, скликання об'єднавчого Собору в Україні з цією метою.

### Латвійська православна церква
У жовтні 2022 року Латвійська православна церква заявила про вихід зі складу РПЦ та надіслала до Кирила Гундяєва запит на отримання автокефалії.

### Російська православна церква та грецькі патріархати
У липні 1948 в Москві урочисто відзначали 500-річчя автокефалії Російської Православної Церкви. До ювілею була приурочена Нарада Голів і представників помісних Православних Церков (спочатку керівництво СРСР задумувало захід як вселенський собор «для вирішення питання про присвоєння Московської Патріархії титулу Вселенської»), яке засудило екуменічний рух і унію як знаряддя експансії папізму. Однак на нараду не прибули предстоятелі Східних грецьких патріархатів.

### Програма «200 храмів для Москви»
2010 року створено Фонд підтримки будівництва храмів Москви, підписано розпорядження, що регулює виділення земельних ділянок під храми. Датою початку програми вважається 29 квітня 2011 р. Володимир Ресін, відповідальний за зведення в Москві 200 храмів РПЦ. Побудова храмів та виділення земельних ділянок викликало обурення та протести в москвичів. Керівник РЦП Кіріл заявляв, що в середньому будується «три храми на день».

#### 2011
28 вересня почалося будівництво храму на честь святителя Стефана Пермського в московському районі Південне Бутово.

#### 2012—2015
2015 року в парку «Торфянка» на півночі Москви мітингувальники протестували проти будівництва храму, вимагаючи зберегти зелений масив поряд з будинками. Після декількох тижнів протистояння будівництво перенесли на ділянку неподалік.

#### 2016
У квітні було побудовано храм на честь Іверської ікони божої матері при академії ФСБ на Мічурінському проспекті, який освятив патріарх Кирило.
У грудні 2016 року на будмайданчику храму на честь Феодора Ушакова (який будується в рамках «програми 200») відбулося «освячення хреста на головний купол військового храму пам'яті воїнів державної безпеки Росії» тобто ВЧК-НКВД-КГБ-ФСБ. Освятив храм єпископ Дмитрівський Феофілакт, вікарій Патріарха Кирила який і відслужив панахиду за жертвами катастрофи літака ТУ-154.

#### 2017
В районі Куркіно на північному заході Москви 13 листопада 2017 року почалося будівництво храму, проти якого виступили місцеві жителі. Роботи почалися, незважаючи на відсутність документів, а прохід мітингувальникам проти забудови перегородили привезені автобусами люди.

#### 2018
Станом на квітень 2018 року в рамках «Програми-200» в Москві буде «введений в експлуатацію» 21 храмовий комплекс РПЦ МП. Володимир Ресін Заявив що, в цілому в період 2010—2018 рр. в Москві зведено 62 храмові комплекси (45 по «програмі-200» і 17 — понад неї).

#### 2019
Улітку 2019 на півночі Москви хотіли будувати черговий храм в рамках програми. Доречність нового храму викликало обурення у місцевих жителів.

## Критика
Критикується за екуменічну, комерційну і політичну діяльність. Перебуває в затяжному юрисдикційно-канонічному конфлікті з першою по честі Константинопольською православною церквою.
Ця церква зазнавала критики в усі часи, зокрема й власними співвітчизниками:
| "Наша московська церква, аби мати від держави гарантії свого існування та поступок, беззастережно віддала себе в рабство державі. Вказані в державних карних законах види примусу та насильства — це єдина зброя, якою наша церква бореться з відступниками та іншою вірою. Крихка й сумнівна єдність нашої церкви тримається лише насильством та фальшем (брехнею), яку наша держава не лише визнає, а й підтримує. Наприклад, підробляє документи вигаданого церковного Собору, або переклад документів Вселенських Соборів. Вся оборонна й наступальна діяльність нашої церкви — це суцільне шахрайство, фальш і брехня, які чиняться безкарно, під захистом державної цензури, яка пильнує, аби хтось не викрив всіх тих шахрайств... Наша московська церква визнає за основу саму зверхність держави над церквою та потребу державного керування церквою. Ця засада записана в наших державних та церковних законах".[166][167] |
Патріарх Філарет звинувачує РПЦ в порушенні канонів, і каже, що в 1992 році Харківський «Собор був скликаний незаконно, тому що, згідно з канонами, його повинен був скликати я, як митрополит Київський, а його скликав єпархіальний архієрей Харківський..Так само РПЦ порушує канони протягом усієї своєї історії. Наприклад, коли Російська імперія підкорила Грузію, Грузинський патріархат — католікос, що існував століттями, був ліквідований. Замість католікоса був призначений екзарх, причому росіянин, а не грузин. Аналогічна історія була і з Молдовою. Коли вона була приєднана до СРСР, то і Молдавську церкву теж приєднали до РПЦ, хоча Молдавська церква була частиною Румунської. Церкви балтійських країн теж були приєднані до РПЦ, хоча вони були у складі Константинопольського патріархату. Це все порушення церковних канонів, але ніхто не міг заперечувати, тому що і Російська імперія, і пізніше СРСР були сильними державами».
Єпископ Євтихій Курочкін з Тюменської області опублікував допис, в якому оголосив багатих архієреїв Російської православної церкви слугами антихриста. Він підкреслив, що прояви «нахабства, жадібності і ненаситності» з боку кліру вже привели до відділення великої кількості людей від церкви.
Священник Владислав Лапердин занесений в базу сайту «Миротворець» через те що надавав «гуманітарну допомогу» бойовикам-найманцям «Новоросії», та незаконно перетинав Державного кордону України в зоні проведення АТО. Отримав від терористів медаль «Захисник Новоросії».
Російська Православна церква створила Храм збройних сил РФ, через який її критикували, оскільки на мозаїках зображені червоні зірки та прапори СРСР (символи радянського тоталітарного режиму), лідери СРСР, також планувалося зобразити Путіна та Шойгу. Сходи та підлога храму зроблені з німецьких танків.
У 2016 році Ростовська єпархія РПЦ навчала дітей «ДНР» військовій справі і служила молебні за «Новоросію».
Улітку 2020 Голова Служби Зовнішньої розвідки України Валерій Кондратюк заявив, що спецслужби Росії впливають на дестабілізацію України через Російську православну Церкву. Восени того ж року єпископ РПЦ Флавіан (Митрофанов) був заборонений у служінні через найдену у нього нарколабораторію й співмешканця на ім'я Каїн Монтанеллі.
6 травня 2024 року парламент Естонії засудив дії РПЦ і оголосив її інституцією, яка підтримує російську агресію проти України.

## Зауваження
1. ↑  Румунські парафії УПЦ МП